# سارالترف
سارالترف (به فرانسوی: Sarraltroff) یک کمون در فرانسه است که در Canton of Fénétrange واقع شده‌است.

## خصوصیات
سارالترف ۱۱٫۹۷ کیلومترمربع مساحت و ۷۹۴ نفر جمعیت دارد و ۲۶۰ متر بالاتر از سطح دریا واقع شده‌است.